# Vieux Farka Touré
Boureima Farka Touré, detto Vieux (Niafunké, 31 ottobre 1981), è un cantante e chitarrista maliano.

## Biografia
Vieux Farka Touré è un chitarrista virtuoso figlio del celebre chitarrista desert blues Ali Farka Touré.
Touré è nato a Niafunké, piccolo comune del Mali che si affaccia sul fiume Niger, nel 1981. Nonostante i consigli del padre e la tradizione di famiglia appartenente alle tribù guerriere, Touré imparò di nascosto a suonare la chitarra e si iscrisse alla scuola d'arte Institut National des Arts a Bamako, Mali.
Nel 2005, Eric Herman di Modiba espresse l'interesse di produrre un album di Touré e per farlo dovette chiedere il consenso del padre Ali Touré, di Toumani Diabaté e di altri anziani della loro comunità. Così realizzarono il disco omonimo di debutto di Vieux Farka Touré, prodotto da Modiba e distribuito da World Village dal 12 Febbraio 2007. L'album conteneva collaborazioni con musicisti come Toumani Diabaté e Ali Farka Tourè.
Nel giugno 2010, Vieux viene invitato a suonare alla cerimonia di apertura del Campionato mondiale di calcio 2010; tra gli altri artisti presenti c'erano Shakira, Alicia Keys e K’naan. Lo stesso mese, Vieux ha pubblicato il suo primo disco registrato dal vivo, chiamato LIVE.
Vieux ha pubblicato il suo terzo album in studio, The Secret, il 24 Maggio del 2011. Questo disco è stato prodotto dal chitarrista Eric Krasno di Soulive e contiene collaborazioni di: Dave Matthews, Derek Trucks, e John Scofield. Il disco contiene anche l'ultima collaborazione pubblicata tra Touré e il padre. Il disco ha raggiunto il primo posto della classifica CMJ New World chart il 10 giugno del 2011.

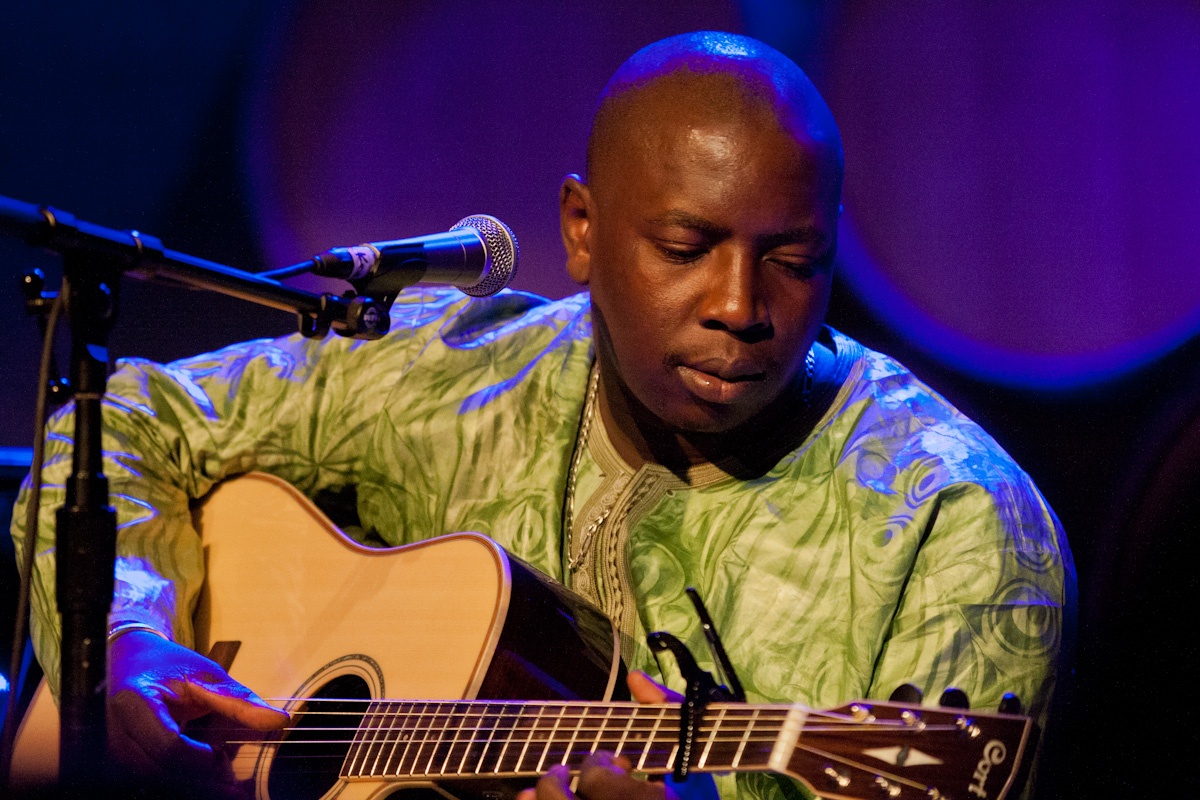
Vieux Farka Touré nel 2012

Vieux Farak Tourè dal 2014 ha affiancato Bombino in molti dei suoi concerti.
Il suo album Samba è stato pubblicato nel 2017. Questo disco è stato registrato con un pubblico dal vivo negli studi di Woodstock (NY). Il titolo "Samba" non ha niente a che fare con la musica brasiliana, piuttosto si riferisce al fatto che essendo un secondogenito Vieux veniva chiamato sempre "samba" che significa "il secondo bambino" nell'idioma Songhai. Inoltre nel disco è presente il brano “Samba Si Kairi", chiamato come una canzone che suo nonno e suo padre cantavano quando suonavano i calabash.
Tra la sua strumentazione con cui è solito suonare in pubblico sono ricorrenti le chitarre elettriche Godin.

## Stile chitarristico
Definito il Jimi Hendrix del Sahara, affina la tecnica usata nella musica maliana, come strumenti quali il xalam, il ngoni e il Kora. Utilizza l'uso di due sole dita, tipico del Blues Maliano. 
Usa la pentatonica e la scala blues.
Utilizza accordature standard, con il mi basso accordato in sol, o in sol aperto.

## Discografia
- Vieux Farka Touré (2007)
- Vieux Farka Touré Remixed: UFOs Over Bamako (2008)
- Fondo (2009)
- LIVE (2010)
- The Secret (2011)
- Mon Pays (2013)
- Touristes (con Julia Easterlin) (2015)
- Samba (2017)
- Les Racines (2022)
- Ali (con i Khruangbin) (2022)

### Con i Touré-Raichel Collective
- The Tel Aviv Session (2012)
- The Paris Session (2014)